# Boussières
Boussières är en kommun i departementet Doubs i regionen Bourgogne-Franche-Comté i östra Frankrike. Kommunen ligger i kantonen Boussières som tillhör arrondissementet Besançon. År 2022 hade Boussières 1 200 invånare.

## Befolkningsutveckling
Antalet invånare i kommunen Boussières
Referens:INSEE